# 火山灰

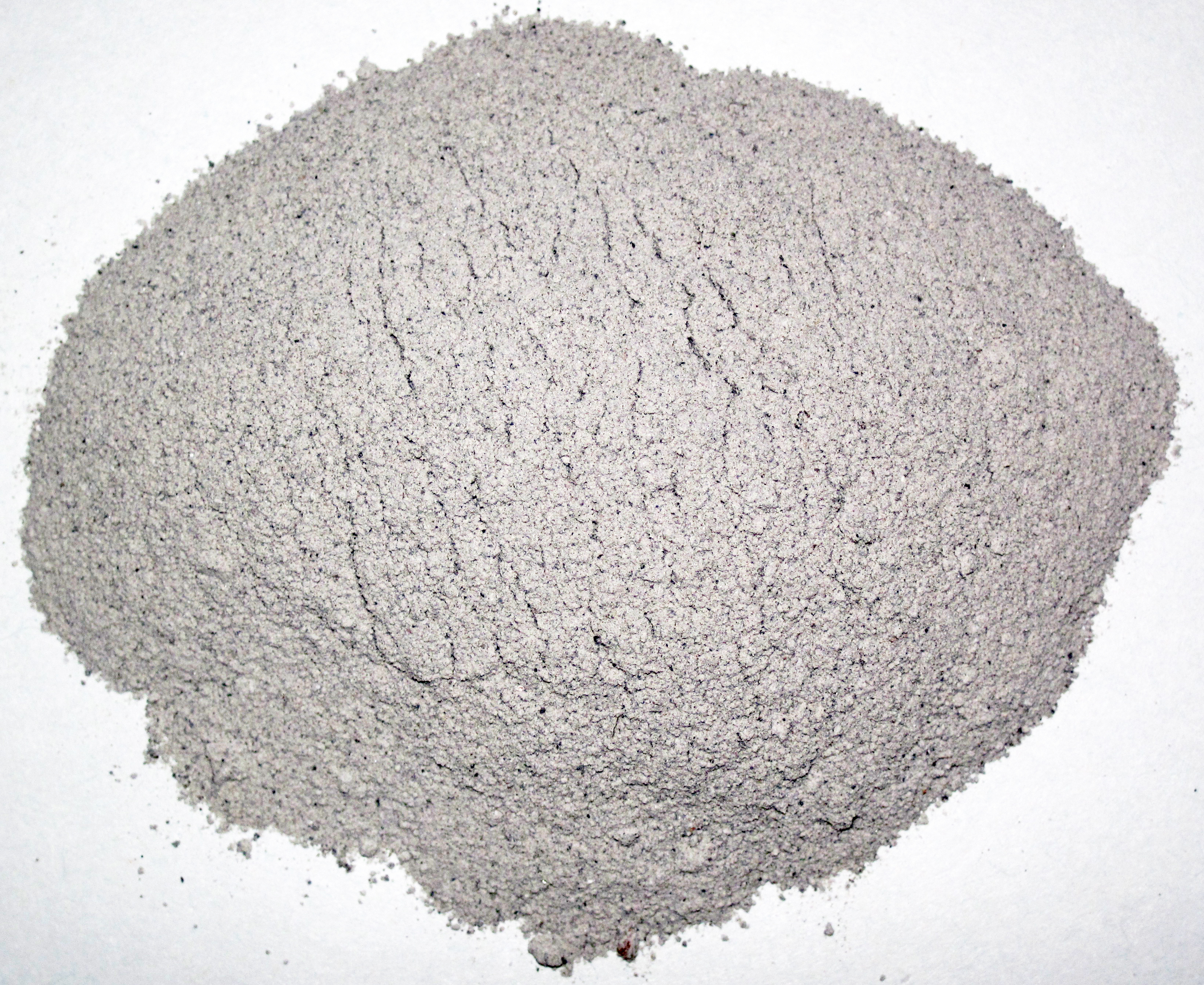
2009年里道特火山噴發的火山灰

火山灰是火山喷发物之一；粒径在2毫米以下的碎石、礦物晶體或火山玻璃，像灰尘；颜色深灰、浅灰、白和黄。火山灰也被俗称所有火山喷出物，其实正确说法是火山喷发碎屑。
在火山爆炸式喷发中，岩浆中不可溶的气体扩散并狂暴释放入大气层，从而把岩浆喷入了大气层并在空中固体化为細微的粒子而形成火山灰。另一种情形是蒸汽岩浆喷发也会形成火山灰释入大气层。
火山灰由于非常细小，可以被风吹扬到离火山喷发区很远的地方，甚至上千公里以外，并且在喷發结束后经过很长时间才沉积下来；火山灰经过压实固节后形成火山凝灰岩，如果经过沉积作用，并和泥沙相结合，则形成火山作用和沉积作用混合成因的层凝灰岩。
由于火山灰主要来源于岩浆，因此可用二氧化硅的含量来解释不同岩浆（及火山灰）的性质。玄武岩浆低能量喷发产生暗色火山灰，二氧化硅含量～45－55%，铁镁含量丰富。流纹岩浆的爆炸喷发产生长英质的火山灰，二氧化硅含量>69%。安山岩与英安岩浆产生的火山灰二氧化硅含量55－69%。
火山灰微粒包含不同成份：火山玻璃、晶体、岩屑等。黏度低的岩浆喷发（如玄武岩浆的夏威夷式喷发与斯特龙博利式喷发）产生火山碎屑岩。夏威夷火山岩浆产生的火山灰包括碎玄玻璃火山碎屑，极少含微晶与斑晶。黏度更大的玄武岩浆喷发（如斯特龙博利火山）形成各种火山碎屑，从不规则的碎玄玻璃微滴到块状玄武玻璃（黑色或暗褐色微晶火山碎屑）。与之相反，二氧化硅含量高的火山灰包含浮石、单个斑晶、某些石质成分（捕虏岩）被粉碎的产物。

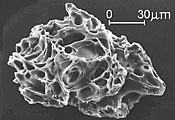
1980年圣海伦斯火山喷发的一粒火山灰的扫描电镜照片

火山灰的形状受制于喷发的多样性与动力过程。 低黏度岩浆的喷发典型形成液滴状火山灰微粒，受到表面张力、喷发时的加速度、空气摩擦力影响，从完美球形到扭曲拉长的液滴形，具有光滑流态表面。高黏度岩浆（如流纹岩、英安岩与某些安山岩）形成的火山灰依赖于岩浆上升至碎裂气孔状构造。气孔是在岩浆固化前所含气体扩散形成的。火山灰微粒有不同的多孔度并有极高的表面积体积比。微粒上可观测到的凹洞、沟槽、管路等结构是气泡破裂的结果。 来自高黏度岩浆喷发的玻璃质火山灰微粒典型是有角的多气孔浮石碎片或薄气孔壁碎片，火山灰中的岩质碎片受制于岩浆接近地表时被气体爆炸爆炸弄碎的围岩的力学性质。蒸汽岩浆喷发形成的火山灰形态取决于冷却的岩浆的应力使得玻璃质碎裂成小块状或金字塔状火山灰微粒。
不同喷发类型形成的火山灰具有不同密度。浮石火山灰密度在700－1200 kg/m3；玻璃质碎片火山灰的密度2350－2450 kg/m3；晶体火山灰密度2700－3300 kg/m3；岩屑火山灰密度在2600－3200 kg/m3。由于更粗且密度更大的火山灰近源沉积，远距离沉降的火山灰具有更大比例的浮石与玻璃质。
火山灰可细小到1 μm。依赖于岩浆成分，火山灰的尺寸分布变化很大。流纹岩浆比玄武岩浆产生更为细小的火山灰，这是由于其黏度更大、产生过程更为爆炸。

## 事件
英國航空9號班機事故